# Мурахтанов, Евгений Сергеевич
Евгений Сергеевич Мурахтанов (10 февраля 1928, Оренбургская область, РСФСР — 25 сентября 2016, Брянск, Российская Федерация) — советский и российский учёный, доктор сельскохозяйственных наук, профессор, заслуженный деятель науки России, ректор Брянского технологического института (1976—1988).

## Биография
Окончил Бузулукский лесной техникум, начал рабочий путь инженером в В/О «Леспроект».
Окончил Ленинградскую лесотехническую академию и был оставлен на кафедре: ассистент, доцент, профессор, заведующий кафедрой, декан, проректор по учебной и научной работе.
В 1976—1988 гг. — ректор Брянского технологического института (впоследствии Брянский государственный инженерно-технологический университет (БГИТА)).
В 1990—1992 гг. — директор Института экологии Международной инженерной академии, затем его главный научный консультант по проблемам радиационной экологии.
В 1992—2004 гг. — заведующий кафедрой радиационной экологии и безопасности жизнедеятельности БГИТУ, затем — профессор этой кафедры.
Доктор сельскохозяйственных наук, профессор. Подготовил 60 кандидатов и 10 докторов наук. Автор учебников, монографий, учебных пособий.
Действительный член Международной инженерной академии,

## Научные труды
- «Пчеловодство в липняках» [Текст] / Е. С. Мурахтанов. — Москва : Лесная пром-сть, 1977. — 105 с.; 21 см.
- «Особенности лесоустройства в колхозных лесах» [Текст] : Учеб. пособие к разделу курса лесоустройства / Е. С. Мурахтанов, канд. с.-х. наук ; М-во высш. образования СССР. Всесоюз. заоч. лесотехн. ин-т. — Ленинград : ВЗЛТИ, 1958. — 86 с., 3 л. табл.; 20 см.
- «Использование древесины с радиоактивно загрязненных территорий в строительном комплексе» : [учебное пособие для студентов, обучающихся по направлению 653500 — «Строительство»] / С. А. Ахременко, Н. Л. Кочегарова, Е. С. Мурахтанов; под ред. проф. Е. И. Слепяна. — Москва : АСВ, 2003. — 167 с. : ил. ; 22 см. — Библиогр.: с. 155—163. — 900 экз.. — ISBN 5-93093-169-0
- «Лесоустройство» Текст.: учеб. пособие / П. М. Верху-нов, H. A. Моисеев, Е. С. Мурахтанов / Map. гос. техн. ун-т. Йошкар-Ола, 2002. — 444 с.
- «Основы лесохозяйственной радиационной экологии» Текст. / Е. С. Мурахтанов, Н. Л. Кочегарова. Брянск, 1995. — 345 с.

## Награды
Награждён орденами Трудового Красного Знамени, Дружбы народов.
Заслуженный лесовод РСФСР, заслуженный деятель науки, Почетный работник высшего образования России.